# El Rey Network
El Rey Network (также известен просто как El Rey) — американский кабельный телевизионный канал, основанный американским сценаристом и продюсером Робертом Родригесом и запущенный в эфир 15 декабря 2013 года. В настоящее время телеканал принадлежит совместному предприятию FactoryMade Ventures.
До 31 декабря 2020 года El Rey представлял собой кабельную и спутниковую сеть, управляемую и распространяемую в партнёрстве с Univision Communications (ныне известна как TelevisaUnivision). Телеканал специализировался на программах в стиле эксплуатации, ориентированных на англоязычную латиноамериканскую аудиторию. К марту 2015 года примерно 40 миллионов домов подключили El Rey. К моменту закрытия телеканала в 2020 году его аудитория снизилась до 13 миллионов домов.

## История

### Телевизионная сеть(2013—2020)
El Rey Network был одним из двух этнических телеканалов, созданных в рамках соглашения между Comcast, NBCUniversal, и FCC в качестве условия слияния двух бывших вещательных компаний (вторым телеканалом в рамках соглашения был Revolt).
Штаб-квартира El Rey находилась в городе Остин, штат Техас. Телеканал был запущен как часть базовой цифровой услуги в некоторых системах Comcast. Изначально Comcast объявила, что телеканал дебютирует в январе 2015 года. В августе 2012 года медиаменеджер Антуанетта Альфонсо Зель была назначена генеральным директором будущего телеканала. В мае 2013 года компания TelevisaUnivision объявила, что станет инвестором El Rey, занимаясь продажами и дистрибуцией телеканала.
В ноябре 2013 года было объявлено о начале съёмок хоррор-сериала «От заката до рассвета» (англ. From Dusk Till Dawn: The Series), основанного на одноимённом фильме 1996 года. Сериал стал одним из первых оригинальных продуктов El Rey. 15 декабря 2013 года El Rey был официально запущен в эфир. Также, телеканал предлагался и другими кабельными компаниями: Time Warner Cable и Bright House Networks в январе 2014 года, Cox Communications в феврале 2014 года и Cablevision в апреле 2014 года.
Первой спутниковой компанией, запустившей El Rey, стала DirecTV в январе 2014 года.
29 октября 2014 года на El Rey состоялась премьера спортивного телешоу «Lucha Underground». Вскоре шоу стало флагманским и получило высокие оценки от критиков и зрителей.
Спутниковая компания Dish Network запустила El Rey в январе 2015 года. В следующем месяце телеканал стал доступен на некоторых рынках через кабельную компанию Suddenlink Communications. В том же году El Rey стал доступен на U-verse TV и Verizon Fios.
В период с 2018 по 2020 год различные провайдеры кабельного и спутникового телевидения начали отключать El Rey. 6 ноября 2020 года TelevisaUnivision объявила о продаже своей доли в El Rey в рамках более масштабных усилий компании по переориентации на свой основной испаноязычный бизнес. Вскоре после этого стало известно, что El Rey будет закрыт 31 декабря 2020 года, хотя изначально предполагалось, что телеканал перезапустится как стриминговый бренд. El Rey официально прекратил своё вещание в 23:59 по тихоокеанскому времени.

### Потоковый сервис(2021—настоящее время)
6 августа 2021 года El Rey Network объявил о своём партнёрстве с компанией Cineverse, в рамках которого телеканал перезапустится в виде потокового сервиса. Также, по условиям соглашения, Cineverse будет заниматься эксклюзивной дистрибуцией фильма Роберта Родригеса «Красный 11» и сопутствующий ему документальный сериал «Бунтарь без команды: Киношкола Роберта Родригеса». El Rey официально вернулся в эфир 17 августа 2021 года на потоковом сервисе The Roku Channel.
В 2024 году El Rey, в сотрудничестве с компанией Fuse Media запустил побочный канал под названием El Rey Rebel, на котором будет транслироваться оригинальный контент и программы о боевых искусствах в рамках партнёрства Fuse с компаниями Golden Boy Promotions и Combate Global. El Rey Rebel начал свою трансляцию в июне 2024 года на DirecTV.

## Список программ

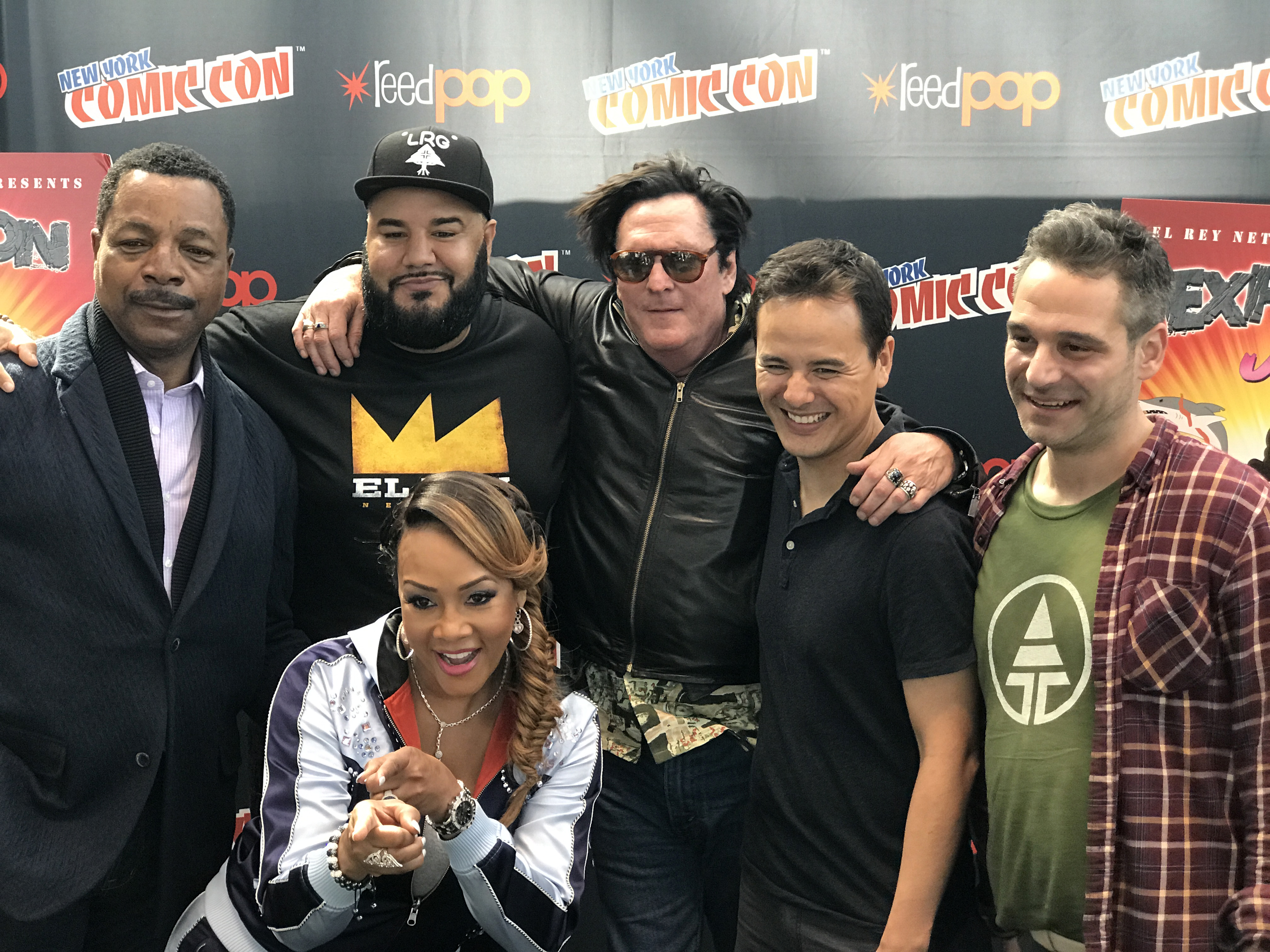
Корреспондент El Rey Чуи Мартинес (в кепке) вместе с актёрами на New York Comic Con

Программы, транслируемые на El Rey, включали в себя сериалы в жанре экшн и спортивные и развлекательные телешоу. Ежегодные программы телеканала состояли из марафонов фильмов компании Toho о Годзилле и серии кунг-фу-боевиков «Путь индейки», приуроченных ко Дню благодарения.

### Оригинальные сериалы
- «От заката до рассвета» (2014—2016)
- «Lucha Underground» (2014—2018)
- «Матадор» (2014)[32]
- «Шоу Чуи Мартинеса» (2019—2020)[33]
- «Чемпионат пустыни Баха» (2017—2020)[34]
- «Обряд посвящения» (2017)[35]
- «Режиссёрское кресло» (2014—2018)[36]
- «Оружейники: Искусство войны» (2017—2020)[37]
- «Вампиро: Освобождённый» (2020)[38]
- «Бунтарь без команды» (2018)[39]
- «Поле битвы Бусидо» (2017)[40]
- «Исправляйся, Мундо!» (2020)[41]
- «Объединённые Тако Америки» (2019—2020)[42]

### Приобретённые сериалы
- «Секретные материалы» (1993—2018)
- «Невероятный Халк» (1977—1982)
- «Кошмары Фредди» (1988—1990)
- «Охотники за древностями» (1999—2002)
- «Сумеречная зона» (2002—2003)
- «Константин» (2014—2015)
- «Полиция Майами» (1984—1990)
- «Звёздные врата: SG-1» (1997—2007)
- «Красные против Синих» (2003—2024)